# Quận Candler, Georgia
Quận Candler là một quận trong tiểu bang Georgia, Hoa Kỳ. Quận lỵ đóng ở thành phố Metter 6. Theo điều tra dân số năm 2010 của Cục điều tra dân số Hoa Kỳ, quận có dân số 10.998 người 2.